# Thymoites anserma
Thymoites anserma är en spindelart som beskrevs av Claude Lévi 1964. Thymoites anserma ingår i släktet Thymoites och familjen klotspindlar.
Artens utbredningsområde är Colombia. Inga underarter finns listade i Catalogue of Life.